# Nihad Đedović
Nihad Đedović (Višegrad, 12 gennaio 1990) è un cestista bosniaco con cittadinanza tedesca di formazione spagnola.

## Carriera
Con la Bosnia ed Erzegovina ha disputato due edizioni dei Campionati europei (2011, 2013).

## Statistiche

### Eurolega
| Anno      | Squadra       | PG  | PT  | MP   | TC%  | 3P%  | TL%  | RP  | AP  | PRP | SP  | PP   |
| --------- | ------------- | --- | --- | ---- | ---- | ---- | ---- | --- | --- | --- | --- | ---- |
| 2007-2008 | Barcellona    | 1   | 0   | 5,8  | -    | -    | 50,0 | 2,0 | 0,0 | 0,0 | 0,0 | 1,0  |
| 2008-2009 | Barcellona    | 3   | 0   | 3,3  | 0,0  | 0,0  | -    | 0,3 | 0,0 | 0,0 | 0,0 | 0,0  |
| 2010-2011 | Virtus Roma   | 15  | 15  | 27,3 | 42,6 | 19,4 | 74,2 | 3,1 | 2,1 | 1,7 | 0,3 | 9,3  |
| 2012-2013 | Alba Berlino  | 23  | 13  | 23,4 | 41,1 | 26,5 | 69,5 | 3,3 | 2,5 | 1,0 | 0,0 | 8,6  |
| 2013-2014 | Bayern Monaco | 18  | 16  | 25,5 | 45,8 | 40,0 | 92,1 | 3,6 | 2,3 | 0,8 | 0,1 | 11,7 |
| 2014-2015 | Bayern Monaco | 10  | 7   | 25,5 | 43,9 | 37,5 | 81,8 | 2,8 | 2,4 | 0,5 | 0,2 | 11,6 |
| 2015-2016 | Bayern Monaco | 10  | 8   | 26,6 | 46,9 | 33,3 | 85,7 | 3,0 | 2,6 | 1,2 | 0,0 | 12,4 |
| 2018-2019 | Bayern Monaco | 30  | 28  | 23,0 | 46,3 | 33,0 | 83,6 | 2,5 | 2,7 | 1,0 | 0,0 | 9,9  |
| 2019-2020 | Bayern Monaco | 14  | 11  | 22,9 | 39,8 | 25,0 | 89,5 | 2,4 | 2,2 | 1,0 | 0,0 | 8,5  |
| 2020-2021 | Bayern Monaco | 15  | 11  | 20,5 | 46,2 | 35,7 | 76,9 | 1,7 | 2,1 | 0,7 | 0,1 | 6,5  |
| 2021-2022 | Bayern Monaco | 18  | 6   | 9,3  | 39,3 | 37,5 | 50,0 | 1,1 | 0,3 | 0,4 | 0,0 | 1,6  |
| Carriera  | Carriera      | 157 | 115 | 21,8 | 43,9 | 31,7 | 80,2 | 2,5 | 2,1 | 0,9 | 0,1 | 8,5  |

## Palmarès

### Squadra
- Campionato tedesco: 3

Bayern Monaco: 2013-2014, 2017-2018, 2018-2019
- Coppa di Germania: 3

Alba Berlino: 2013
Bayern Monaco: 2018, 2020-2021
- Copa del Rey: 2

Málaga: 2023, 2025
- Supercoppa spagnola: 1

Málaga: 2024
- Basketball Champions League: 2

Málaga: 2023-2024, 2024-2025
- Coppa Intercontinentale: 1

Málaga: 2024

### Individuale
- Basketball-Bundesliga MVP finali: 1

Bayern Monaco: 2018-2019